# Dafne
Dafne  (19 de enero) es un nombre propio femenino de origen griego en su variante en español. Deriva del nombre griego Δάφνη (Daphne), que quiere decir «Laurel».

## Personaje mítico

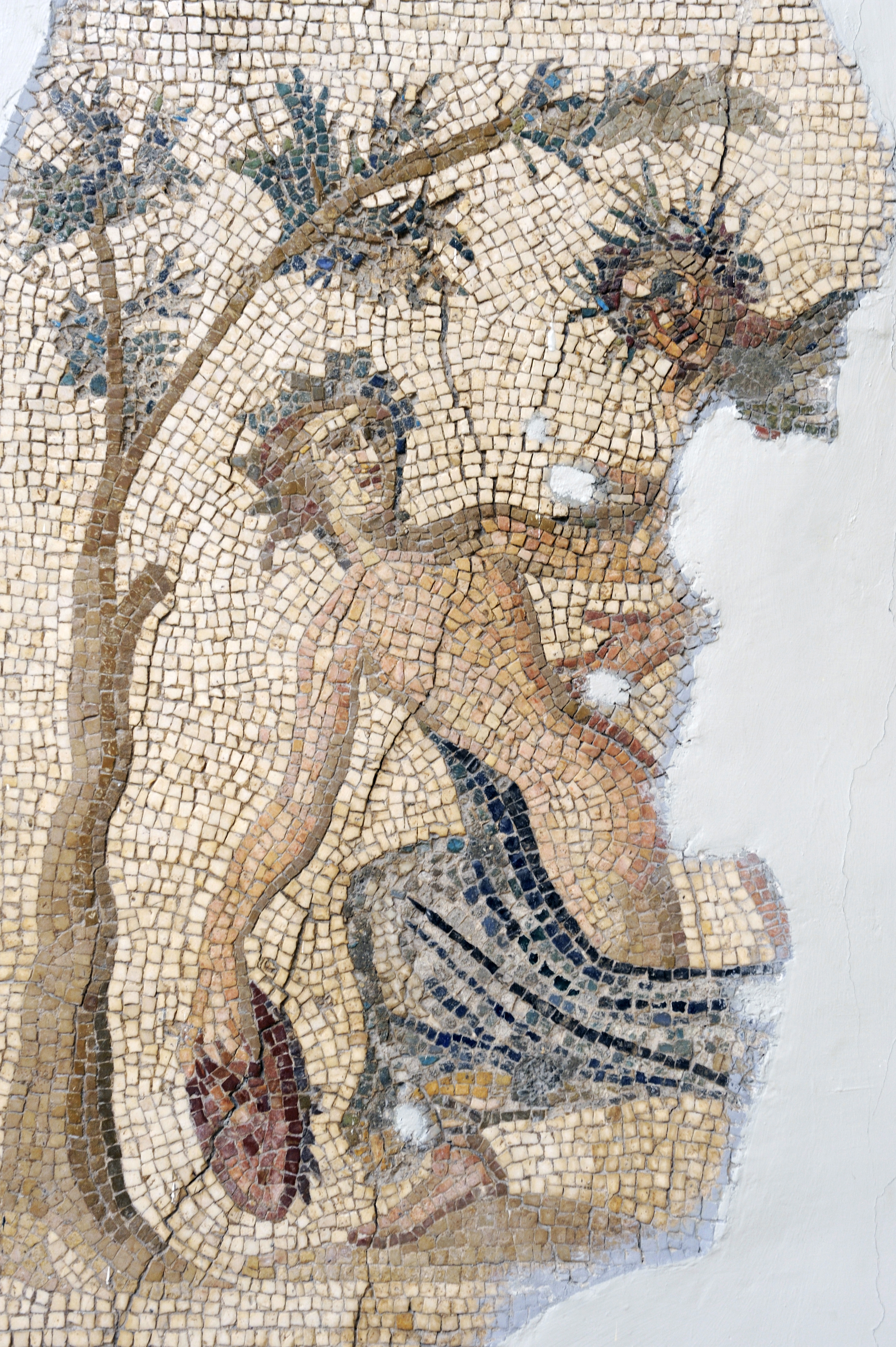
Mosaico de Apolo y Dafne en el Museo Arqueológico de Antioquía.

En la mitología griega, Dafne (Δάφνη / Dáphnē) o Dafnis era una ninfa náyade u oréade, o bien una simple muchacha mortal, protagonista de una desgraciada historia de amor con Apolo.
En cuanto a su ascendencia, unos dice que era hija de Ladón, dios río de Arcadia, y de Gea, o del Ladón y su consorte, Estinfálide, o bien era hija del río Peneo de Tesalia, o incluso de Amiclas. Pausanias dice, disertando acerca del oráculo de Apolo, que «pertenecía a Gea y que ella nombró profetisa a Dafnis, que era una de las ninfas del monte». Otros incluso la imaginaron como hija de Tiresias y también conocida como Manto.
Dafne fue perseguida por Apolo, a quien Eros había disparado una flecha dorada para que se enamorase de ella, pues estaba celoso porque Apolo había bromeado sobre sus habilidades como arquero, y también afirmaba que el canto de este le molestaba. Dafne huyó de Apolo porque Eros le había disparado a su vez una flecha con punta de plomo, que provocaba desprecio y desdén. Durante la persecución, Dafne imploró ayuda a su padre, el dios Ladón, quien la transformó en laurel, árbol que desde ese momento se convirtió en sagrado para Apolo.
Otra historia cuenta que Leucipo, hijo de Enómao, rey de Pisa, estaba enamorado de Dafne, hija de Amiclas, y se acercó a ella disfrazado de doncella para cazar con ella. Pero los celos de Apolo provocaron su descubrimiento durante el baño, y fue asesinado por las ninfas.
Diodoro nos dice que luego los Epígonos tomaron la ciudad y la saquearon y, al apresar a Dafne, la hija de Tiresias, la dedicaron a Delfos, en cumplimiento de un voto, como primicia ofrecida al dios. Ésta conocía el arte adivinatoria no menos que su padre y, al permanecer en Delfos, acrecentó todavía más su don de profecía.

## Variantes en otros idiomas

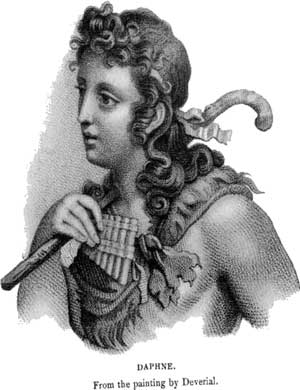
Dafne

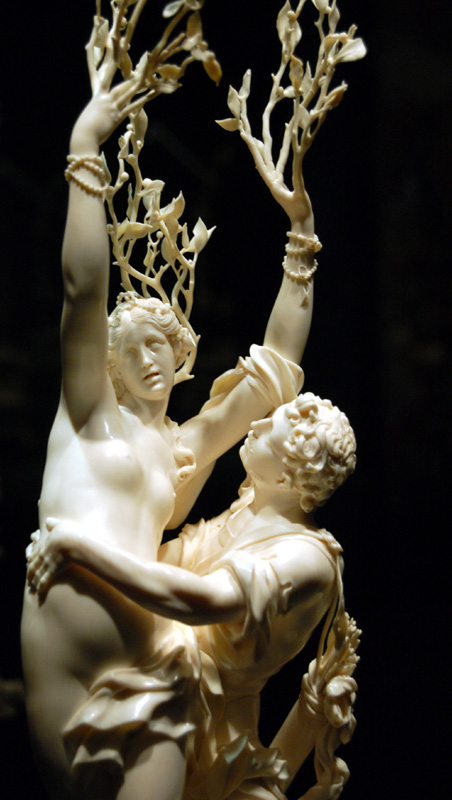
Dafne transformándose en laurel por Jakob Auer

| Griego     | Δάφνη (Daphne) |
| Japonés    | ダフネ         |
| Francés    | Daphné         |
| Hebreo     | דפנה           |
| Neerlandés | Dafne          |
| Inglés     | Daphne         |
| Italiano   | Dafne          |
| Lituano    | Dafnė          |
| Portugués  | Dafne          |
| Ruso       | Дафна          |
| Coreano    | 다프네         |
| Turco      | Defne          |

## Personas
- Dafne Fernández (Madrid; 31 de marzo de 1985), actriz y bailarina española;
- Dafne Schippers (Utrecht, Países Bajos; 15 de junio de 1992), atleta neerlandesa;
- Daphne Groeneveld (Leiderdorp, Países Bajos; 24 de diciembre de 1994) modelo neerlandesa. Dafne keen actriz hispano británica nacida 27  de julio de 2005 en Madrid EspañaDafne Keen

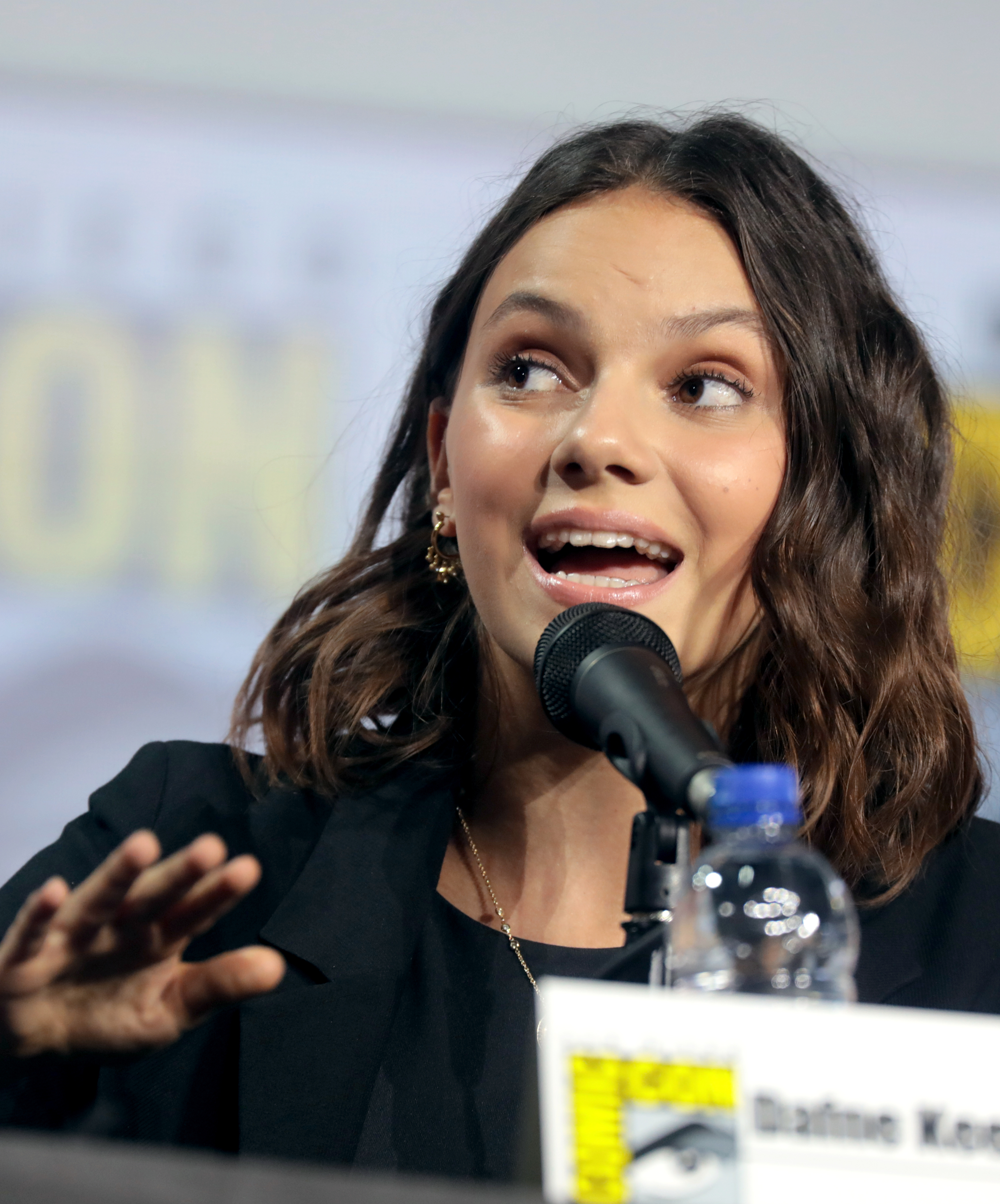
Dafne Keen

## Religiones
La celebración del santo de Dafne es el día 19 de octubre.